# Phrynobatrachus dendrobates
Phrynobatrachus dendrobates é uma espécie de anfíbio da família Petropedetidae.
Pode ser encontrada nos seguintes países: República Democrática do Congo, Uganda e possivelmente Tanzânia.
Os seus habitats naturais são: regiões subtropicais ou tropicais húmidas de alta altitude e rios.
Está ameaçada por perda de habitat.